# Степанов, Юрий Константинович
Ю́рий Константи́нович Степа́нов (7 июня 1967, Рысево, Иркутская область — 3 марта 2010, Москва) — советский и российский актёр театра и кино.

## Биография
Родился 7 июня 1967 года в посёлке  Тайтурка Усольского района
Отец — Константин Николаевич Степанов (скончался в 1997 году; был застрелен из карабина за бескомпромиссность), агроном, окончил сельскохозяйственный институт, впоследствии был директором совхоза, который позже превратил в совхоз-миллионер, в посёлке городского типа Тайтурка Усольского района Иркутской области. Мать — Раиса Михайловна Степанова (скончалась в 2001 году), преподаватель химии и биологии, окончила сельскохозяйственный институт, затем в Красноярске получила ещё и педагогическое образование. Есть старшие брат и сестра.
В детстве занимался боксом, охотой и рыбалкой, в юности — пчеловодством, животноводством, а также плотничал и строил.
В 1984 году окончил среднюю общеобразовательную школу в Тайтурке и отправился в Иркутск поступать в театральное училище.
В 1988 году защитил диплом с отличием Иркутское театральное училище по специальности «Актёр драматического театра» (руководитель курса — Вера Александровна Товма). В годы учёбы подрабатывал каменщиком, плотником, нефтедобытчиком, трактористом.
В 1993 году окончил режиссёрский факультет Российского института театрального искусства — ГИТИСа в Москве по специальности «Актёрское искусство» (руководитель курса — Пётр Наумович Фоменко).
На основе этого выпускного курса в 1993 году был создан Московский театр «Мастерская Петра Фоменко», в труппе которого Юрий Степанов прослужил до последнего дня своей жизни.
Одними из самых заметных киноролей Юрия Степанова принято считать роли следователя городской прокуратуры Павла Пафнутьева в культовом детективном телесериале «Гражданин начальник» (2001, 2005, 2006) и бывшего «вора в законе» Антипа Глымова в военной многосерийной драме «Штрафбат» (2004) режиссёра Николая Досталя.

### Личная жизнь
Жена Ирина Викторовна Сорокина (род. 1975), по профессии закройщик-портной, модельер, костюмер, окончила институт лёгкой промышленности. Юрий и Ирина познакомились в 1994 году и стали жить вместе в неофициальном браке, а поженились после рождения первенца Кости, 23 февраля. На момент смерти мужа супружеская пара имела двух сыновей — Константина (род. 1997) и Дмитрия (род. 2007) — и ожидала третьего ребёнка. Ирина родила третьего сына 30 марта 2010 года и назвала в честь погибшего мужа — Юрием.

### Гибель
Погиб за 3 месяца до своего 43-летия в 0:45 по московскому времени 3 марта 2010 года на перекрёстке улиц Люблинской и Шкулёва (район Москвы «Текстильщики») от множественных травм, полученных в ДТП.
Возвращаясь домой после спектакля «Три сестры», актёр нанял попутный автомобиль ВАЗ-21043 и сел на переднее сиденье. Когда машина остановилась на перекрёстке перед светофором, в неё сзади врезался автомобиль «Mazda 6». Водитель «Мазды» значительно превысил скорость и, поздно заметив остановившуюся на перекрёстке машину, совершил с ней столкновение. Автомобиль с артистом от удара сзади вылетел на встречную полосу, где столкнулся с автомобилем ВАЗ-2113. Удар пришёлся именно в то пассажирское место, где сидел Юрий Степанов. Актёр погиб на месте, другие участники аварии не пострадали.
6 марта 2010 года похоронен на Троекуровском кладбище в Москве рядом с могилами Владислава Галкина и Александра Дедюшко.

## Творчество

### Роли в театре

#### Московский театр «Мастерская Петра Фоменко»
- 1990 — «Двенадцатая ночь» Шекспира — Сэр Эндрю Эгьюйчик, компаньон Сэра Тоби, воздыхатель Оливии
- 1991 — «Владимир III степени» Н. В. Гоголя — Собачкин
- 1991 — «Приключение» Марины Цветаевой — Горбун
- 1992 — «Шум и ярость» Уильяма Фолкнера — Бенжамин
- 1992 — «Волки и овцы» А. Н. Островского — Михаил Борисович Лыняев, барин, почётный мировой судья
- 1993 — «Как важно быть серьёзным» Оскара Уайльда — Алджернон Монкрифф
- 1994 — «Балаганчик» Александра Блока — семинарист Вася / Чёрт
- 1996 — «Месяц в деревне» И. С. Тургенева — Аркадий Сергеич Ислаев, помещик
- 1997 — «Чичиков. Мёртвые души, том второй» — Павел Иванович Чичиков
- 1999 — «Варвары» Максима Горького — Гриша
- 2002 — «Мотылёк» Петра Гладилина — полковник
- 2004 — «Три сестры» А. П. Чехова — Иван Романович Чебутыкин, военный доктор

### Фильмография
- 1991 — Гробовщик (телеспектакль) — купец
- 1995 — Орёл и решка — Герасим
- 1995 — Мания Жизели — эпизод
- 1997 — Время танцора — Валерий Белошейкин
- 1998 — Привет от Чарли-трубача — Гоша, телохранитель
- 2000 — Дом для богатых — Серафим Пухов
- 2000 — Дневник его жены — эпизод
- 2000 — Москва — хирург
- 2000 — 2001 — Дальнобойщики (6-я серия «Эпидемия») — лейтенант
- 2001 — Московские окна — Андрей Маркович Левитин
- 2001, 2005 — Гражданин начальник (2 сезона) — Павел Николаевич Пафнутьев, следователь прокуратуры / начальник следственного отдела прокуратуры
- 2001 — Русский водевиль. Аз и ферт — Малоросс
- 2002 — Война — Александр Матросов
- 2002 — Спартак и Калашников — Фальков, капитан
- 2002 — Шукшинские рассказы (новелла «Ораторский приём») — Синельников
- 2003 — Щит Минервы — Роман
- 2003 — Стилет — Владимир Ильич Лютых («Лютый»)
- 2003 — Лучший город Земли — Андрей Маркович Левитин
- 2003 — Прогулка — участник аварии
- 2003 — А поутру они проснулись — Коля
- 2004 — Стилет 2 — Владимир Ильич Лютых («Лютый»)
- 2004 — Штрафбат — Антип Петрович Глымов, бывший «вор в законе», командир роты в штрафном батальоне
- 2004 — Самара-городок — Макс
- 2004 — Американец — Анатолий
- 2005 — Дети Ванюхина — Михаил
- 2005 — Жмурки — «Кабан», бандит
- 2005 — Первый после Бога — Подопригора, боцман
- 2006 — Ленинградец — Фёдор Дмитриевич Николаев / Дмитрий Иванович Николаев
- 2007 — Завещание Ленина
- 2007 — Груз 200 — Михаил Николаевич Казаков, военком, полковник, брат Артёма
- 2007 — Частный заказ — Михаил Расташанский, адвокат
- 2007 — Артистка — Викентий Иванович, учёный-паразитолог
- 2007 — Спасибо за любовь! — Игорь Иванович Аверин, муж Ольги
- 2007 — Внеземной — Александр Петрович Кутенко, сельский милиционер
- 2008 — Караси — Аркадий Викторович Карась, полковник, муж Ларисы, отец Вероники и Андрея
- 2008 — Красный жемчуг любви — «Бурят», бурятский шаман
- 2008 — Игра — Михаил Дмитриевич Звонов, старший администратор сборной России по футболу
- 2008 — Защита — Валерий Фёдорович Мартышев, адвокат
- 2009 — Стреляй немедленно! — Григорий Степанович Смирнов, начальник отдела банка
- 2009 — Дикое поле — Фёдор Абрамович, доктор-инспектор
- 2009 — Пробка
- 2009 — В Париж! — Иван Николаевич Новожёнов, фронтовик, передовик
- 2009 — Кромовъ — Иван Самарин, вахмистр
- 2009 — Правило лабиринта
- 2009 — Утро — Фердинанд
- 2009 — 9 мая. Личное отношение (новелла «Выпей за меня») — Палыч, старший электромонтёр
- 2010 — Пара гнедых — Иван
- 2010 — Не надо печалиться — Андрей Адамович Тюха, брат Павла
- 2010 — Тульский Токарев — Богуславский
- 2011 — Достоевский — офицер на каторге
- 2011 — Раскол — эпизод

### Киножурнал «Ералаш»
- 1996 — Выпуск № 113 (сюжет «Я тащусь…»)[12] — дворничиха (нет в титрах)
- 1997 — Выпуск № 120 (сюжет «Физкульт-ура!»)[13] — штангист (нет в титрах)
- 2000 — Выпуск № 142 (сюжет «Не забуду мать родную»)[14] — вор
- 2003 — Выпуск № 167 (сюжет «А ну-ка, отними!»)[15] — боксёр, отец мальчика

### Озвучивание мультфильмов
- 2006 — Снегурочка — Бобыль / Леший

## Признание и награды
- 1993 — лауреат премии Московского фестиваля имени Владимира Высоцкого — за роль Бенжамина в спектакле «Шум и ярость» на сцене Московского театра «Мастерская Петра Фоменко».
- 1993 — лауреат премии международного фестиваля «Контакт-1993» в городе Торуне (Польша) — за роль Михаила Лыняева в спектакле «Волки и овцы» на сцене Московского театра «Мастерская Петра Фоменко».
- 2002 — приз «Лучший актёр телесериала» в номинации «Народный рейтинг» на X всероссийском кинофестивале «Виват, кино России!» в Санкт-Петербурге — за исполнение роли следователя городской прокуратуры Павла Пафнутьева в культовом детективном телесериале «Гражданин начальник» (2001) режиссёра Николая Досталя[16].
- 2004 — лауреат IX театральной премии «Чайка» в номинации «Синхронное плавание» — за актёрский ансамбль в спектакле «Три сестры» на сцене Московского театра «Мастерская Петра Фоменко»[17].